# Iniziativa Meta
Iniziativa Meta S.p.A. era una società italiana del gruppo Montedison, capofila delle attività nel settore dei servizi, da cui il nome (Meta infatti era l'acronimo di Montedison Terziario Avanzato).

## Storia
All'inizio degli anni ottanta Montedison acquisì Cotonificio Cantoni, industria tessile in crisi.
Tra le partecipazioni del cotonificio, si registra Iniziativa Edilizia, nata nel 1925. Operante nel settore immobiliare, era arrivata a detenere un grosso patrimonio di immobili di pregio, acquistati grazie agli utili del tessile e ad essere quotata alla Borsa di Milano.
Nel 1982 Montedison decise di entrare nell'immobiliare, rilevando il 52,77% delle azioni di Iniziativa Edilizia. Contestualmente, si fuse con Immobiliare Montedison e il suo portafoglio, trasformandosi in Iniziativa Meta S.p.A. e mantenendo la presenza sul listino azionario. Montedison le affidò tutte le partecipazioni detenute al di fuori di chimica e farmaceutica.
Come dichiarò l'allora amministratore delegato di Iniziativa Meta, Giuseppe Garofano, nel libro Un capitalismo per tutti di Germano Maifreda, all'inizio l'obiettivo della società era solo vendere, liquidare e ristrutturare gli asset ricevuti. Poi ci si rese conto che tali comparti attiravano maggiormente rispetto alla chimica gli interessi degli investitori. Entrarono così nell'orbita di Iniziativa Meta, società come Standa, Datamont, Tecnimont, Tre I, Cagisa, RCS, Sefimeta (Agos Ducato), definite le attività più redditizie di Montedison.
Nel 1985 incorporò Bi Invest, la società della famiglia Bonomi che le portò in dote La Fondiaria Assicurazioni.
Nel 1987 capitalizzò 2.700 miliardi e 24 miliardi di utile, arrivando ad essere la terza holding finanziaria italiana ma avendo anche un indebitamento di 11.500 miliardi di lire con un fatturato di 14.000 miliardi.
All'epoca il gruppo Montedison era finito sotto il controllo del gruppo Ferruzzi guidato da Raul Gardini, il quale si ritrovò adavere un indebitamento superiore ai 5.000 miliardi con un fatturato di 6.000 miliardi. Così intervenne Enrico Cuccia, il numero uno di Mediobanca, che studiò un piano per aiutare il gruppo Ferruzzi.
In seguito ad un riassetto interno al gruppo, Iniziativa Meta (e cioè la parte più redditizia delle attività Montedison) venne fusa in Ferruzzi Finanziaria nel 1988 in modo da dare vita a Ferfin, la nuova holding di controllo, sollevando critiche sui concambi (15 azioni Ferruzzi ogni 4 Meta) in quanto gli azionisti Montedison si trovarono depauperati di una delle società più pregiate.
La fusione avvenne dopo la cessione da parte di Iniziativa Meta della Standa a Silvio Berlusconi e della quota La Fondiaria a Camillo De Benedetti.